# 桜之宮公園
桜之宮公園（さくらのみやこうえん）は、大川上流部両岸の大阪市都島区と北区にまたがる都市公園（総合公園）である。都市計画上の位置付けは、南天満公園、毛馬公園、蕪村公園とあわせ、毛馬桜之宮公園（けまさくらのみやこうえん）となっている。南に隣接している藤田邸跡公園は桜之宮公園の一部である。

## 概要
大川東岸に鎮座する櫻宮（桜宮神社）の社前一帯に位置しており、毛馬桜之宮公園としては南北約4.2kmにおよぶリバーサイドパークとなる。櫻宮付近の大川両岸は江戸時代から桜の名所であったが、1885年（明治18年）の淀川大洪水で東岸の桜が大打撃を受けて以降、西岸の桜、とりわけ造幣局の桜が有名になった。現在も造幣局の桜の通り抜けは大勢の人で賑わう。

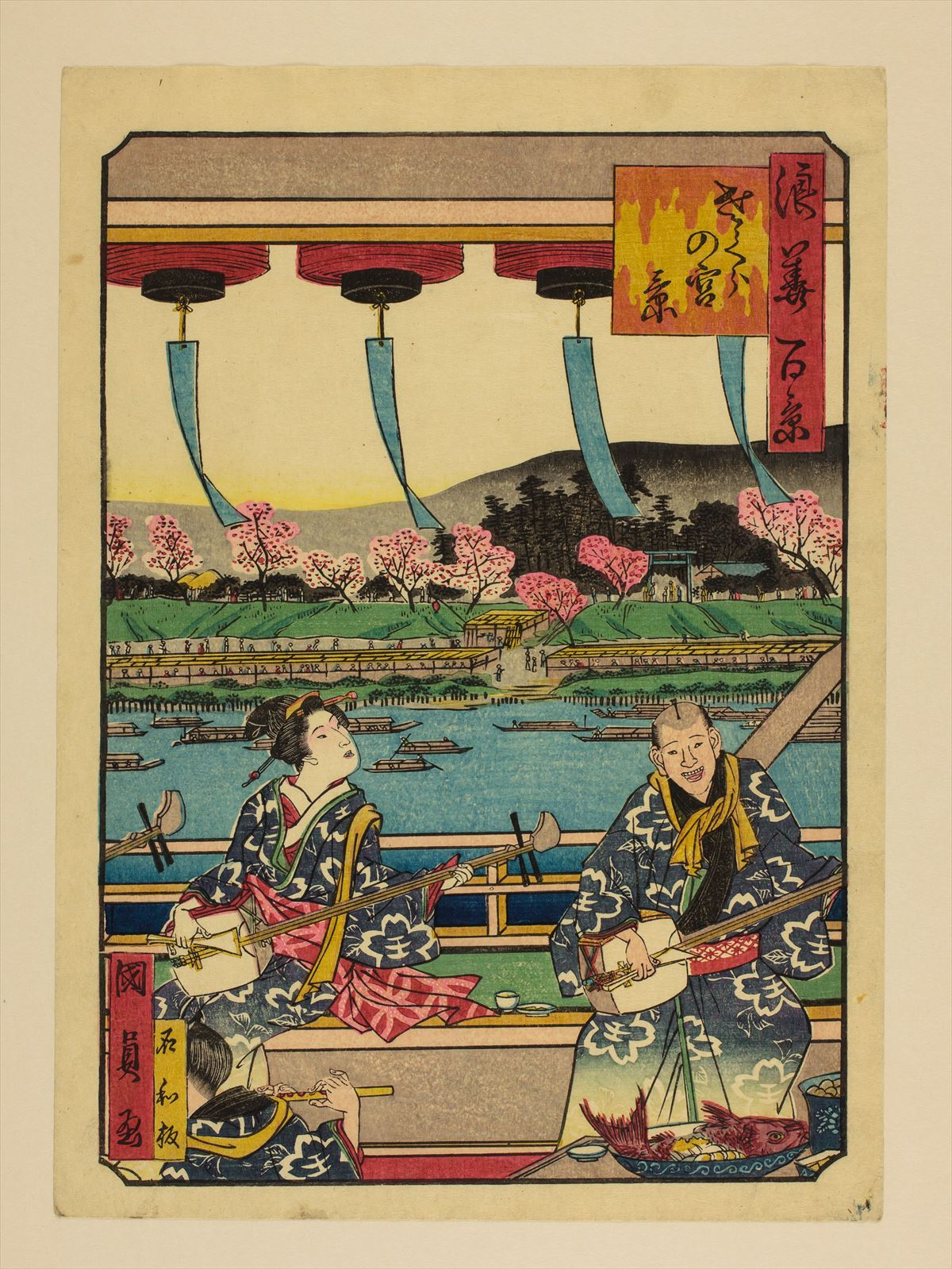
さくらの宮景 (浪花百景)
1800年代。歌川國員/画

## 施設など
- 桜之宮球場
- 大阪市立大学漕艇部

## 周辺情報
- 大阪アメニティパーク（OAP）
  - 帝国ホテル大阪
- 造幣局
  - 造幣博物館
- 大阪市公館
- 京阪シティモール

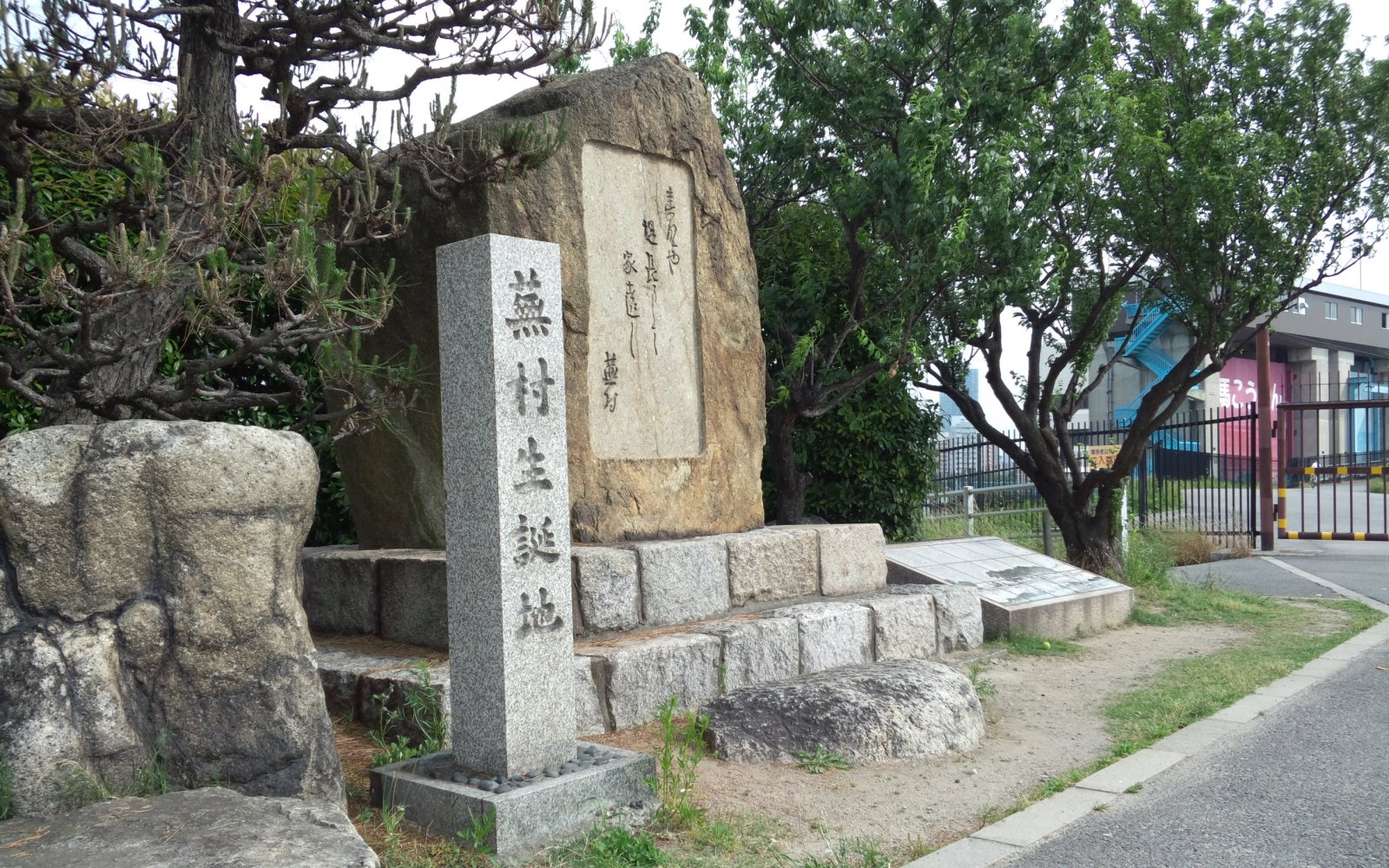
与謝蕪村の句碑
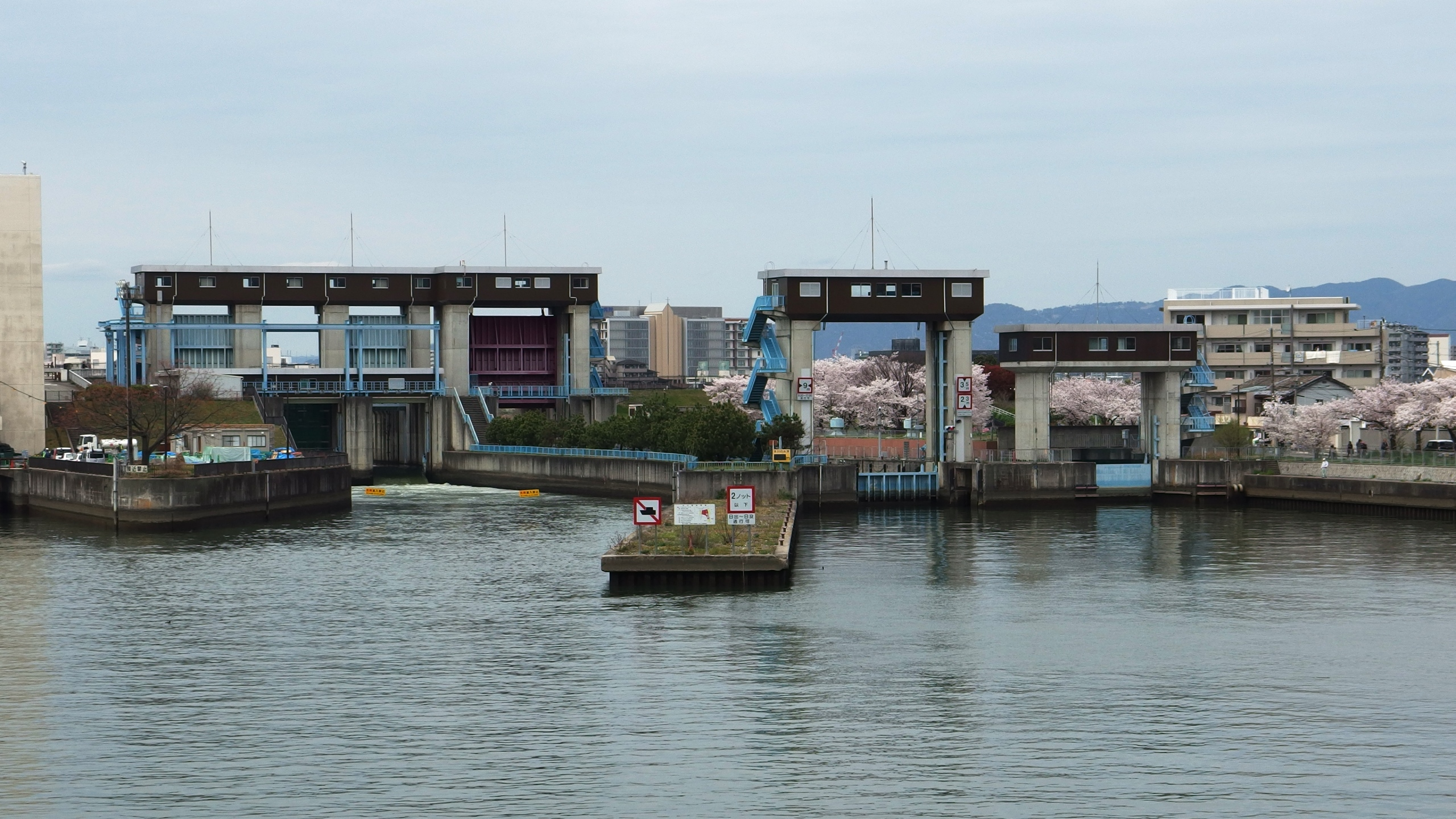
毛馬水門
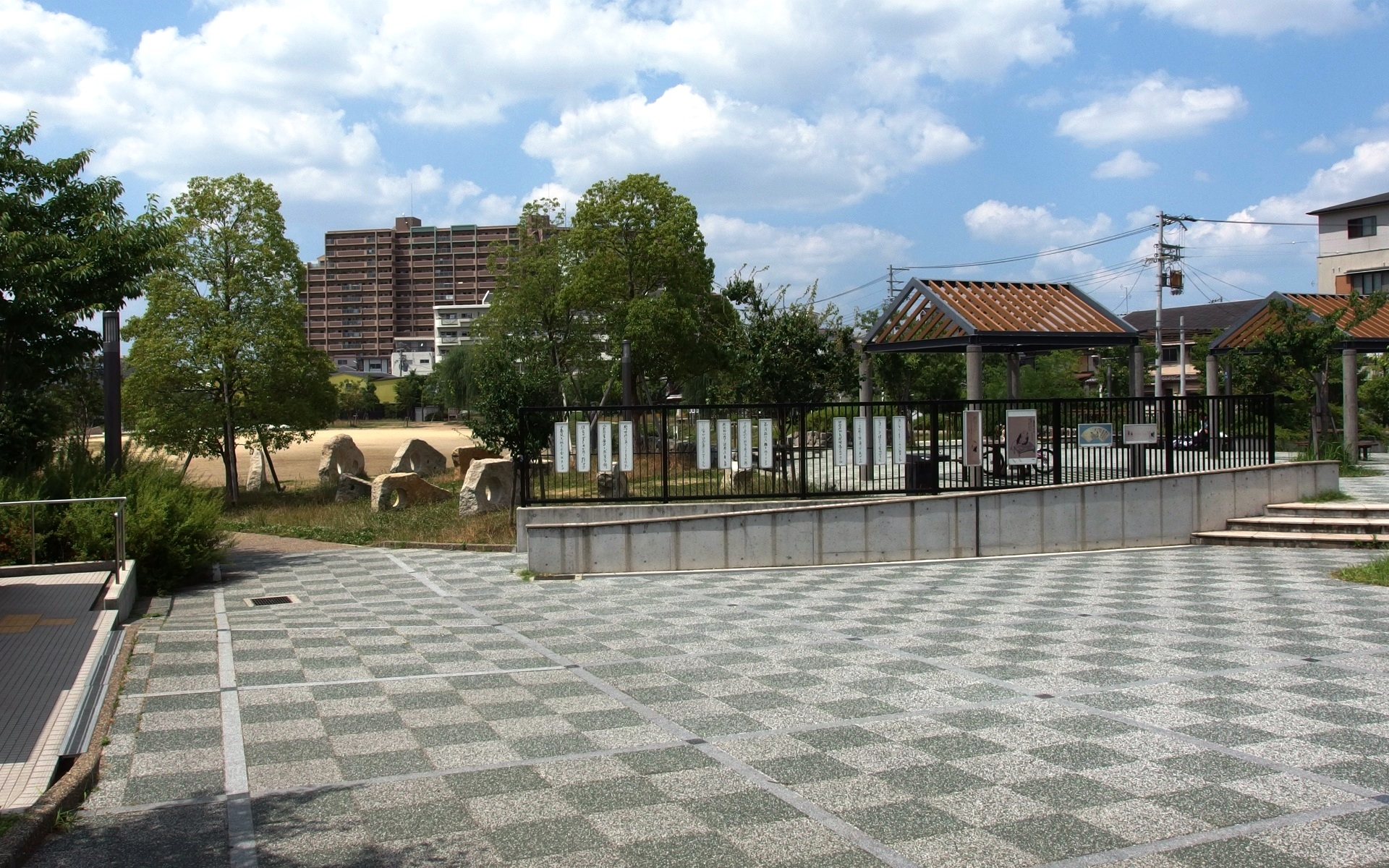
蕪村顕彰公園
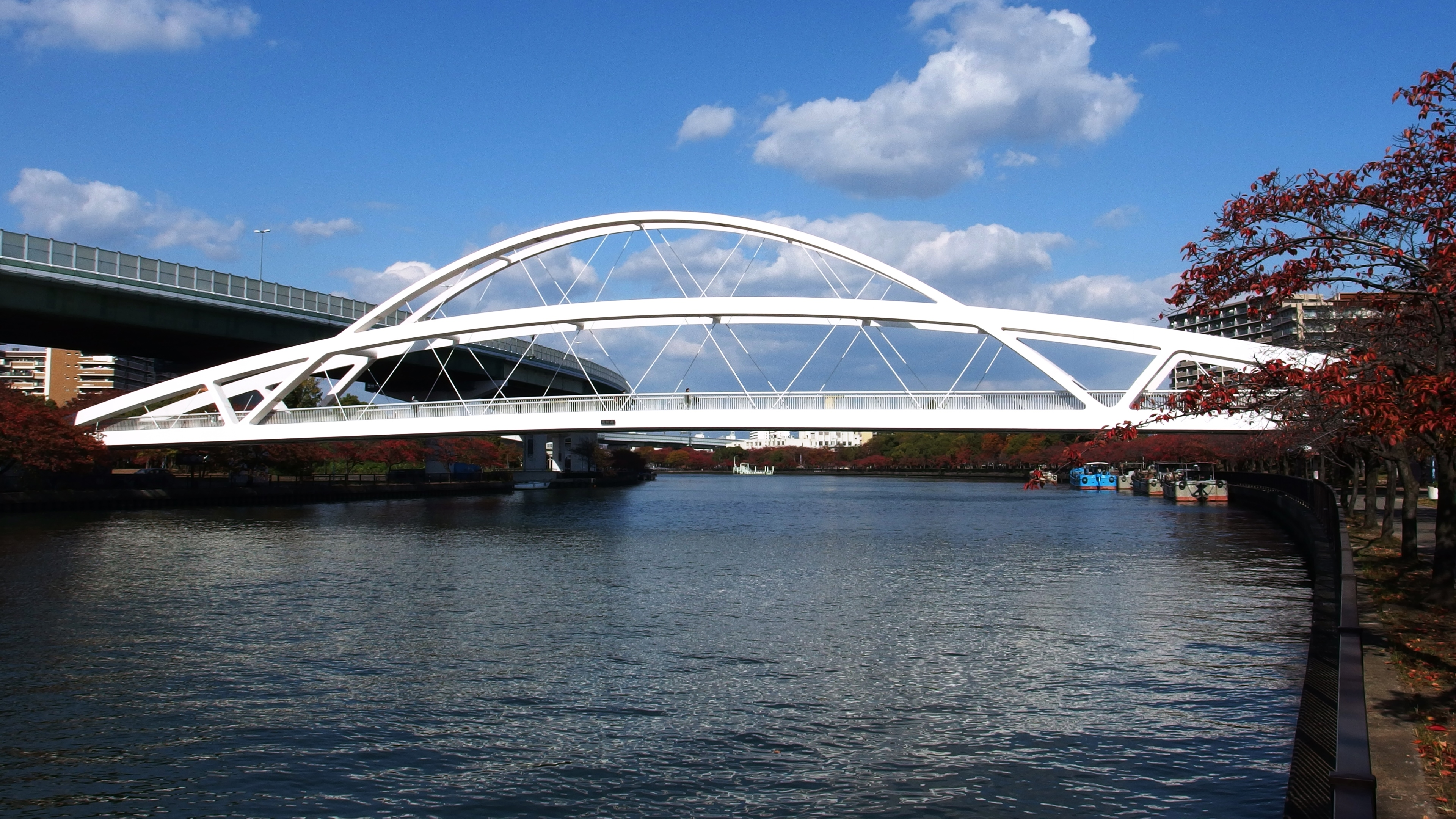
飛翔橋
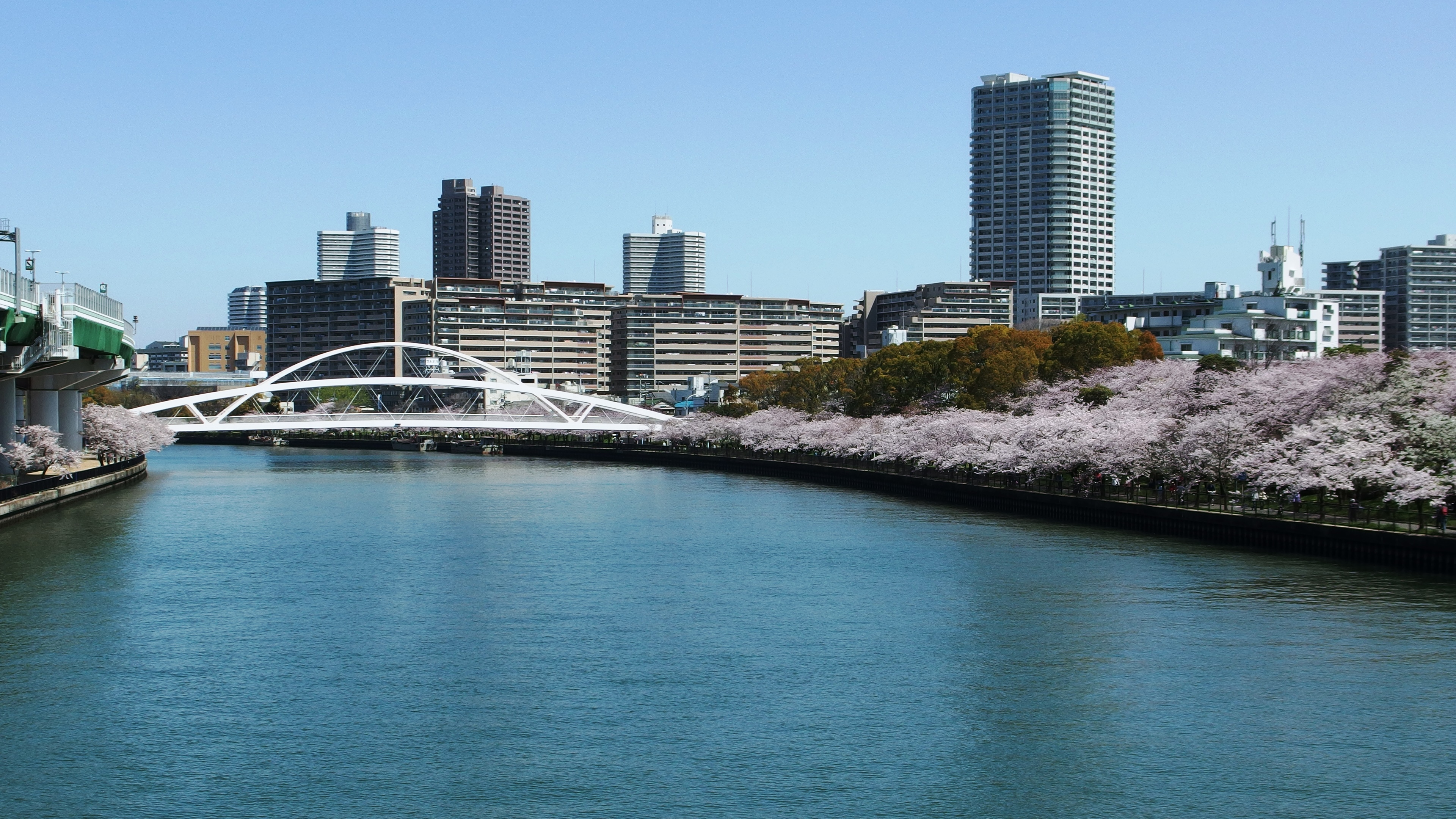
都島橋より北を望む
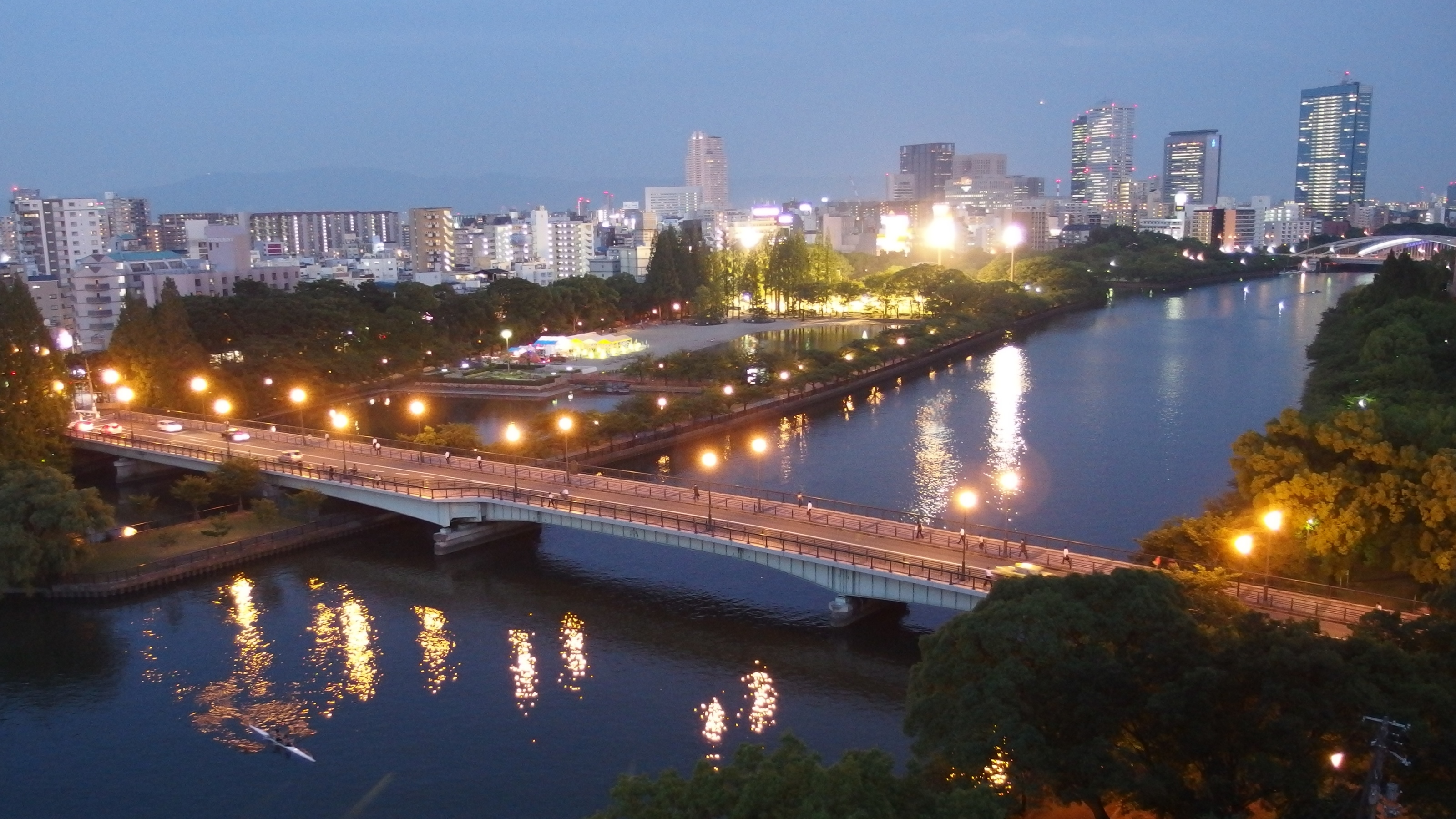
源八橋
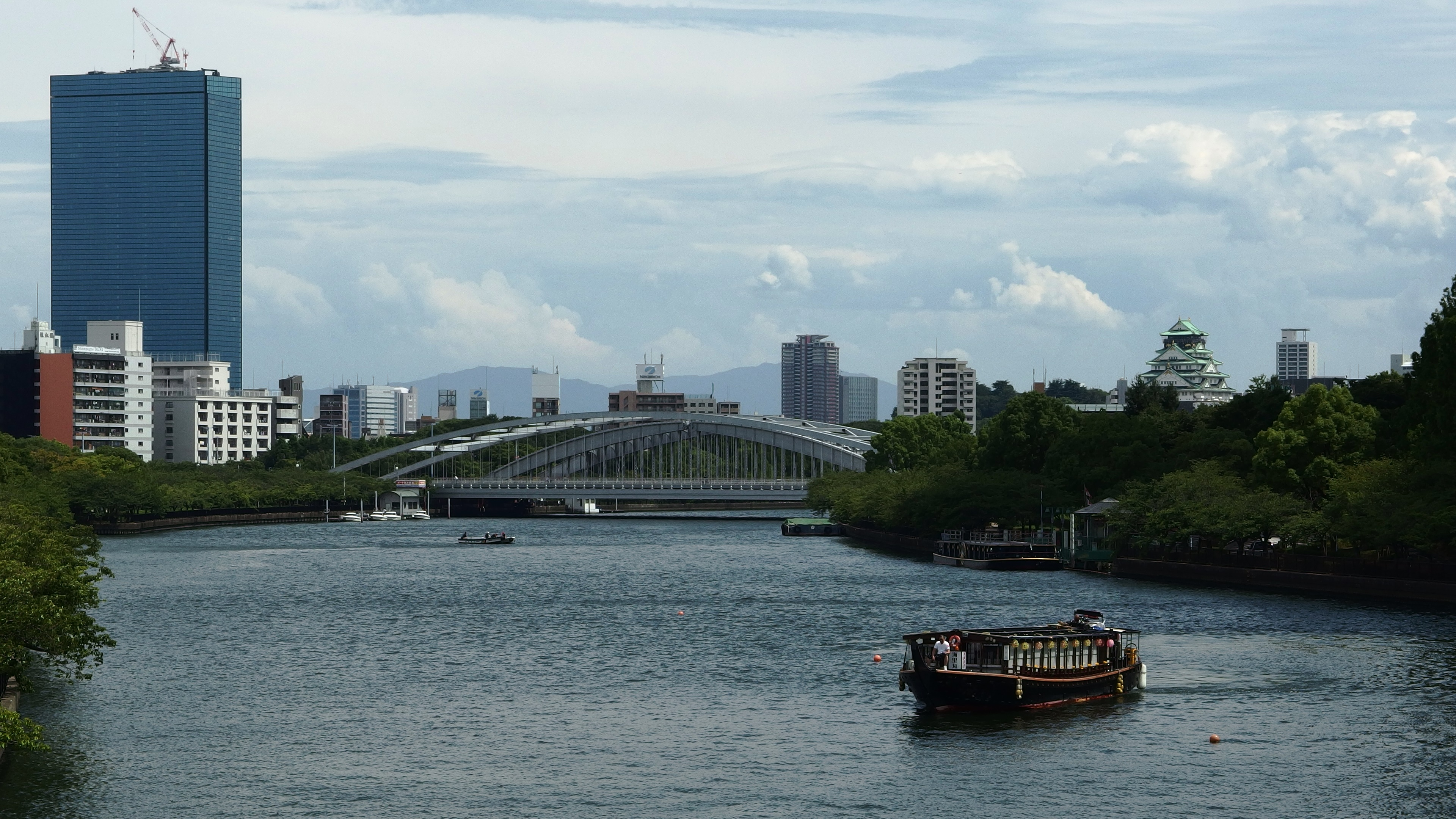
源八橋より南を望む
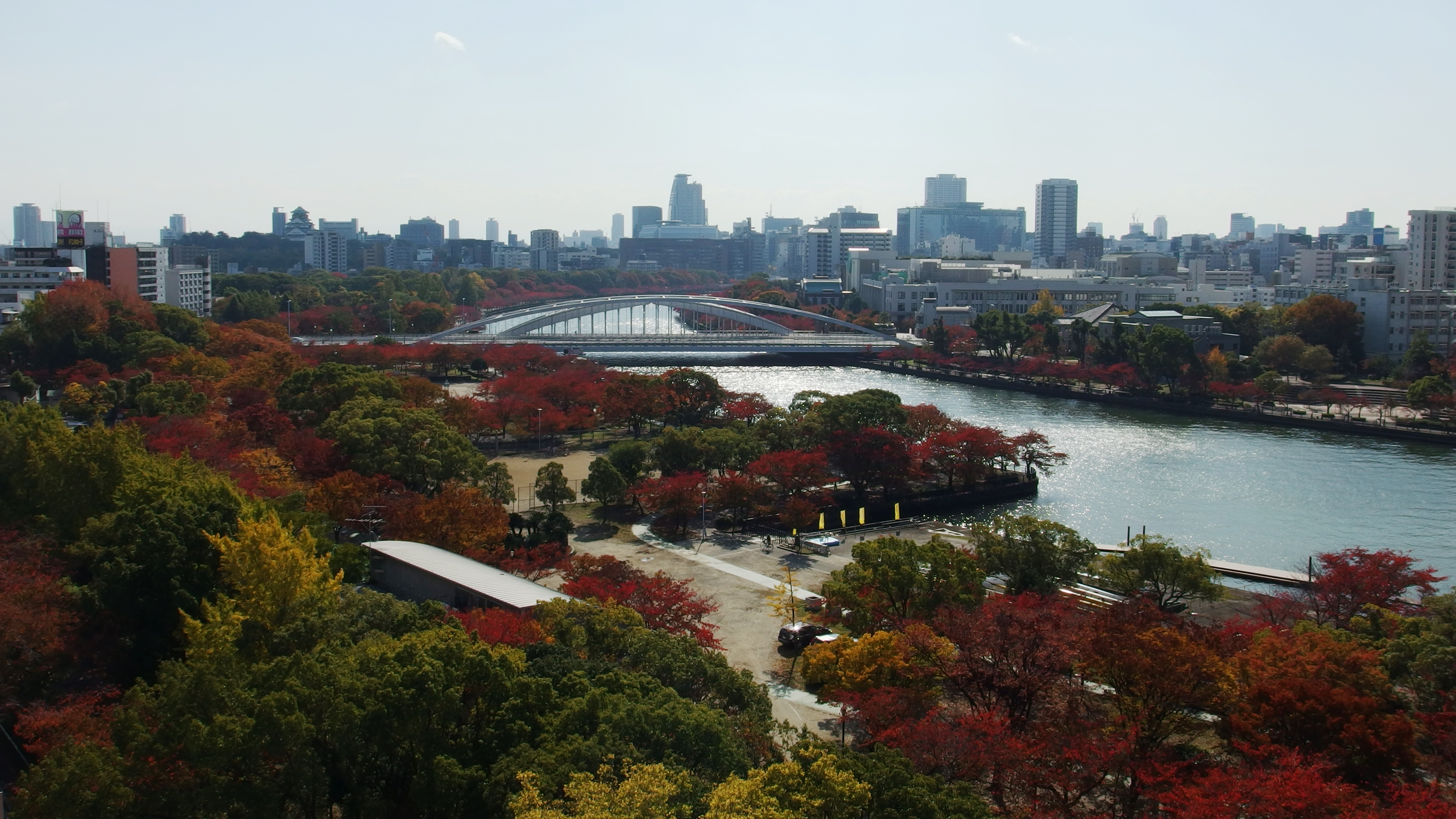
紅葉と桜宮橋（銀橋）
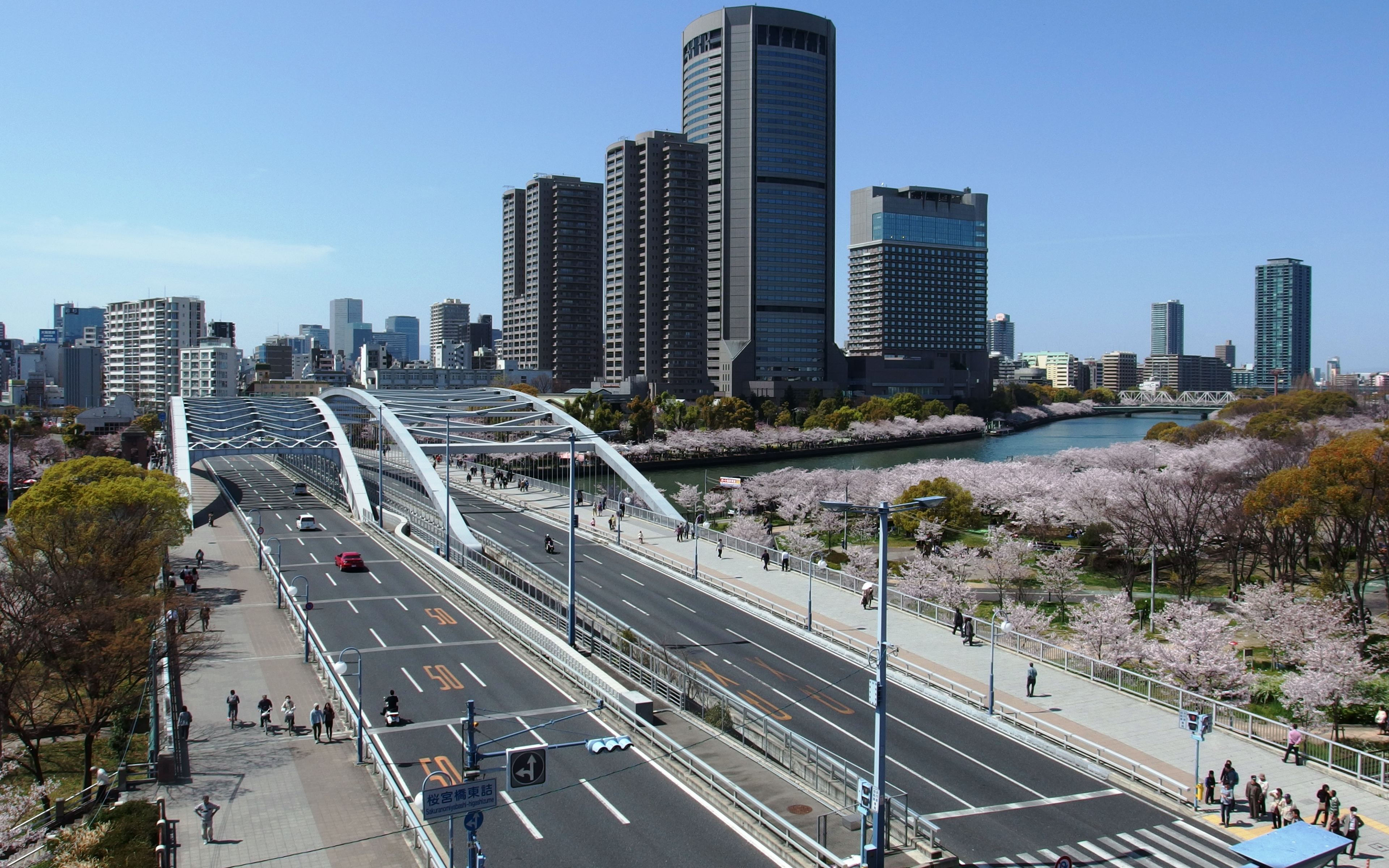
銀橋とOAP
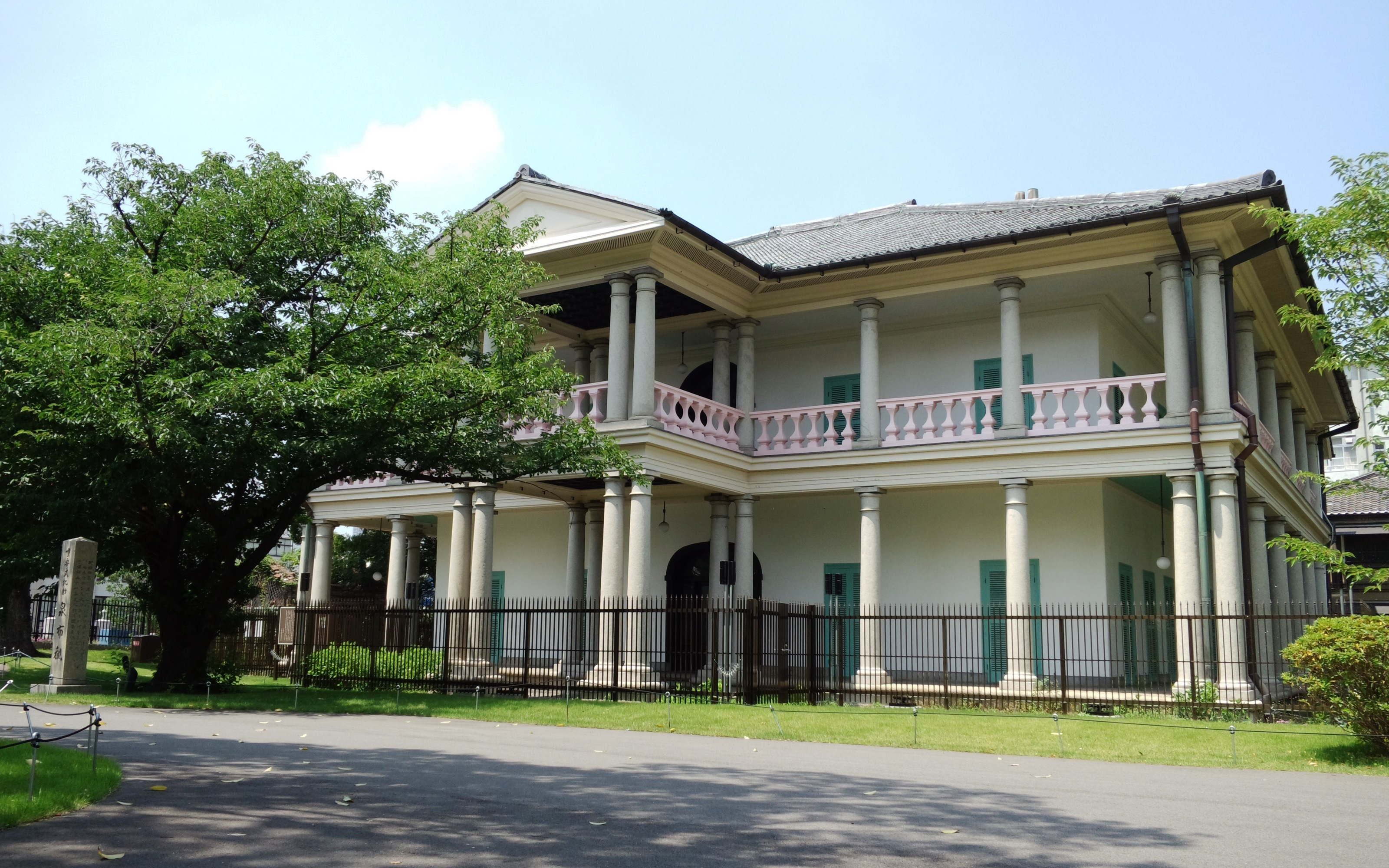
泉布観
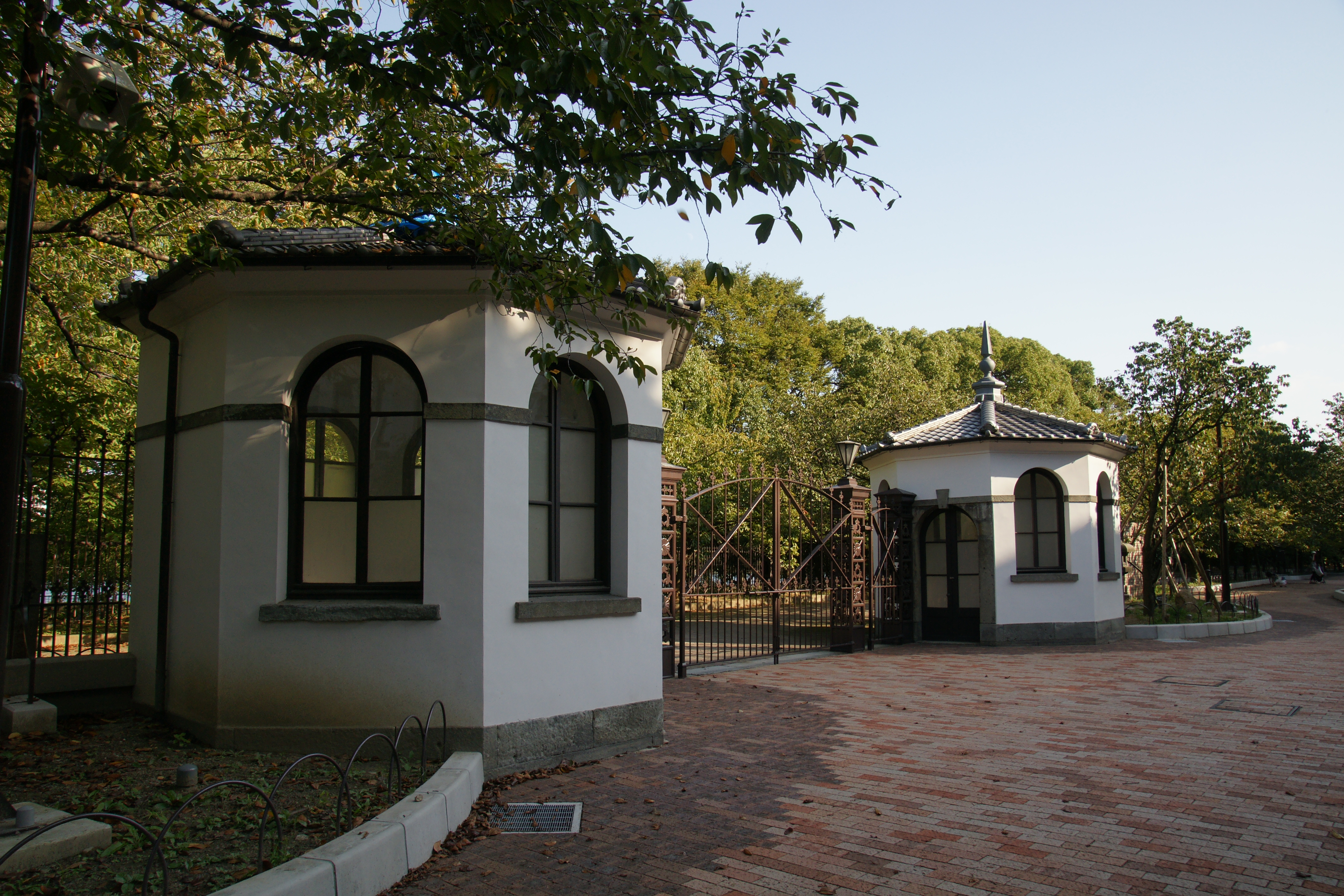
造幣局
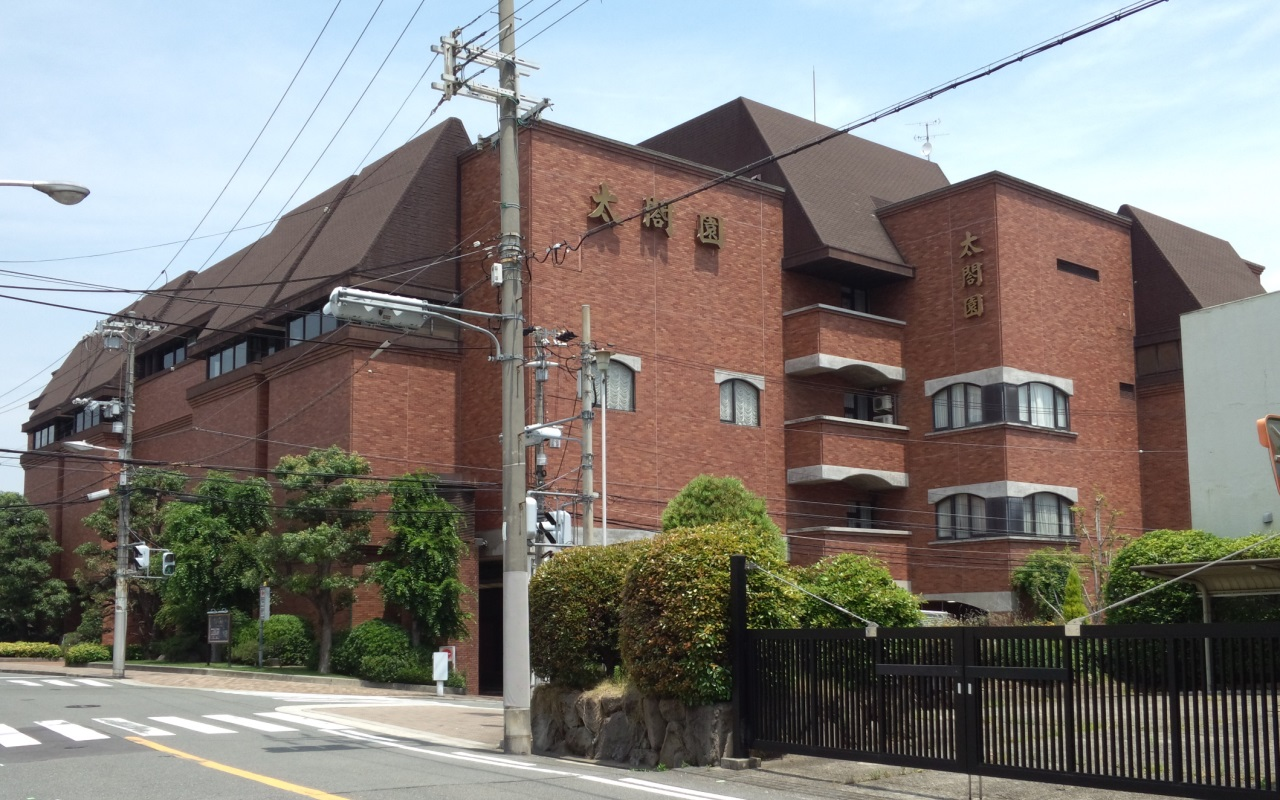
太閤園
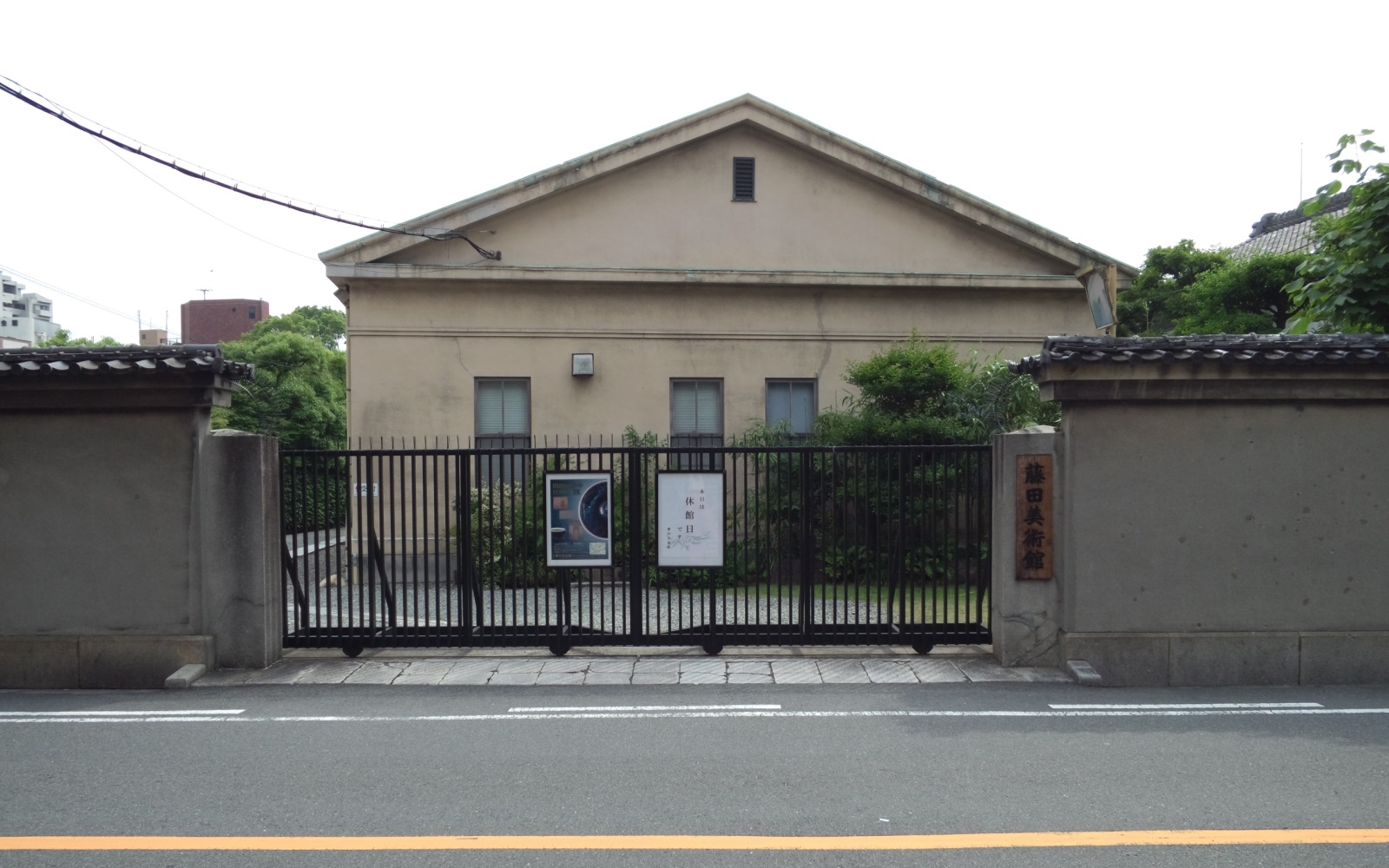
藤田美術館
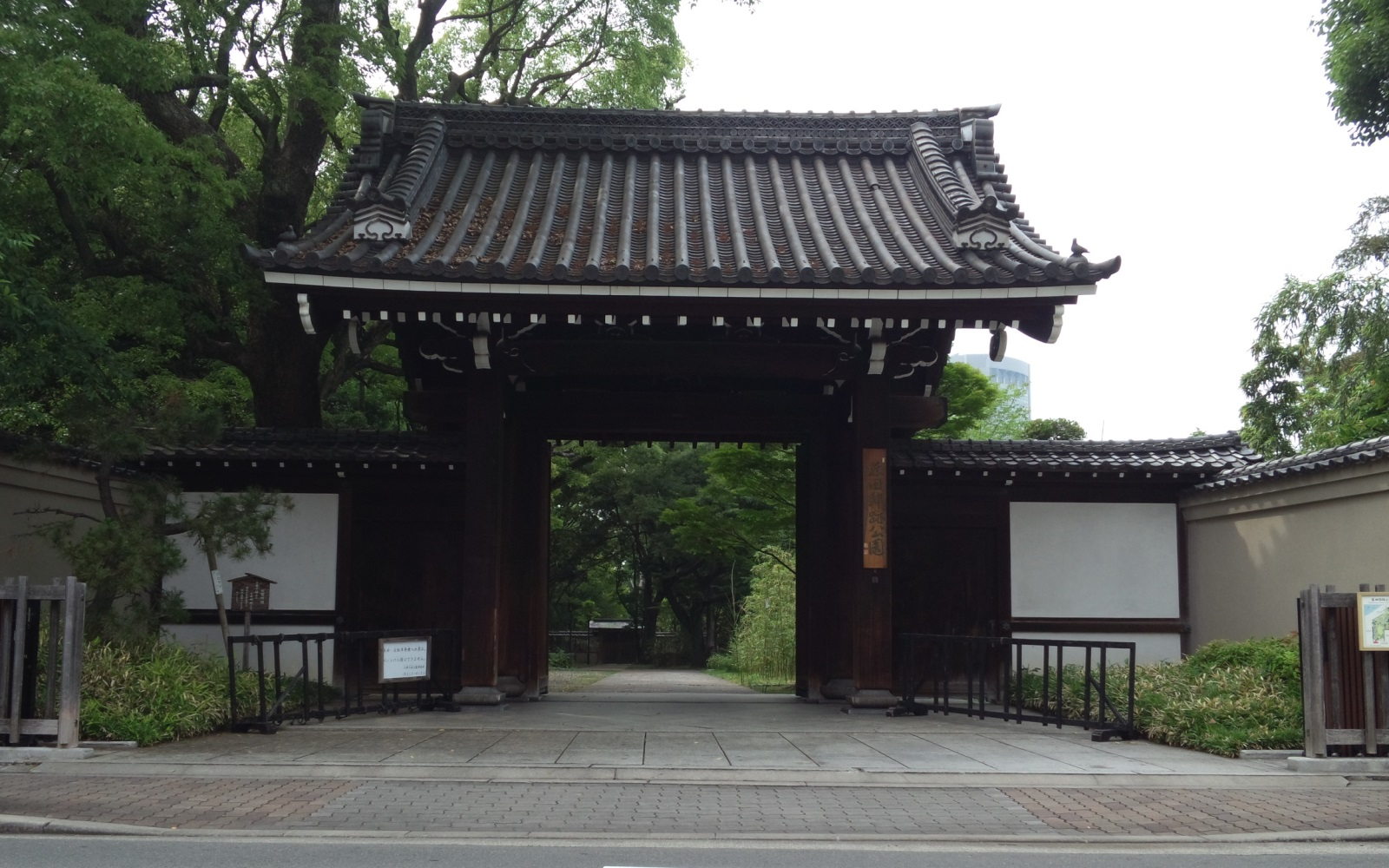
藤田邸跡公園
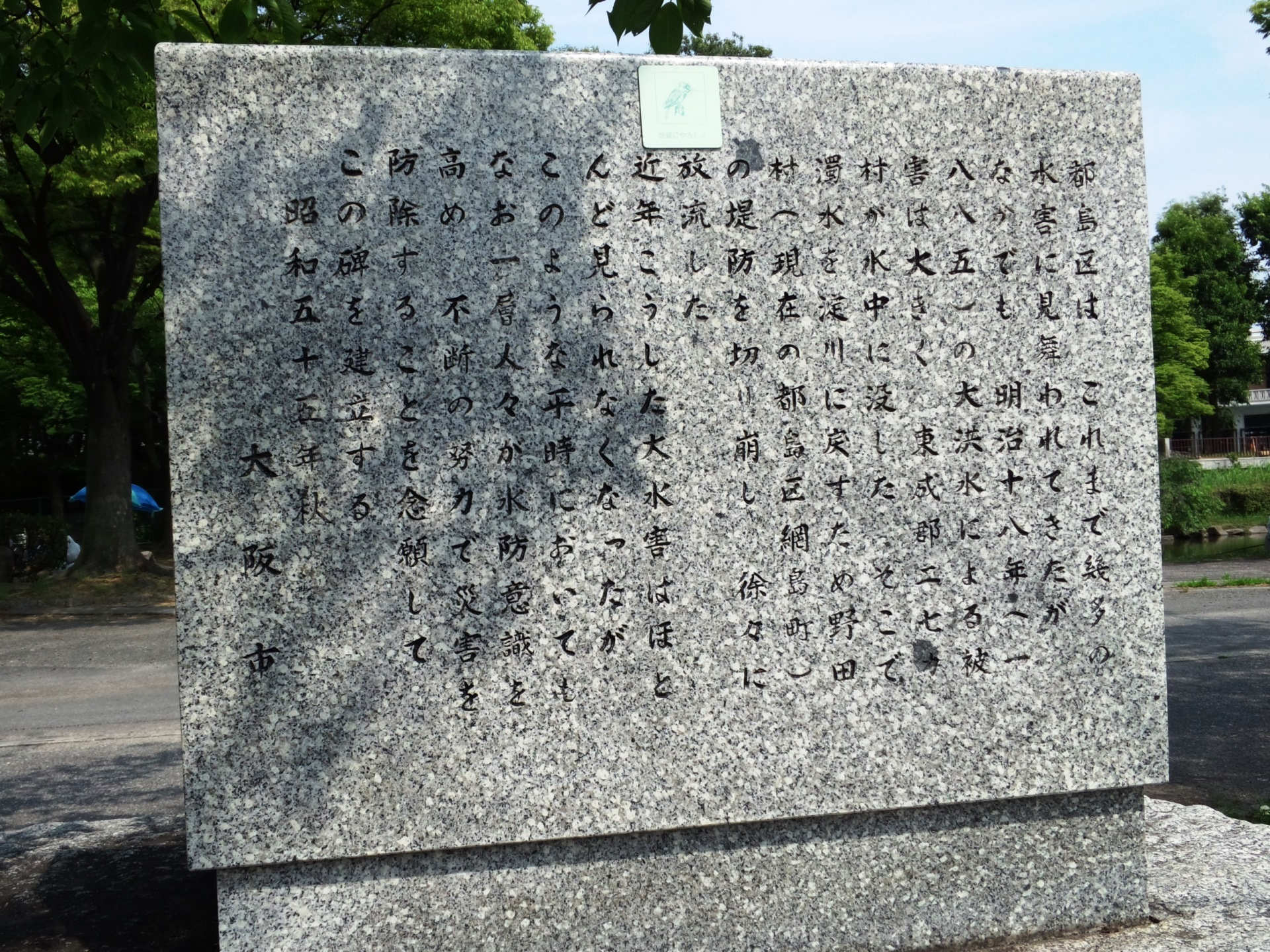
明治大洪水の石碑
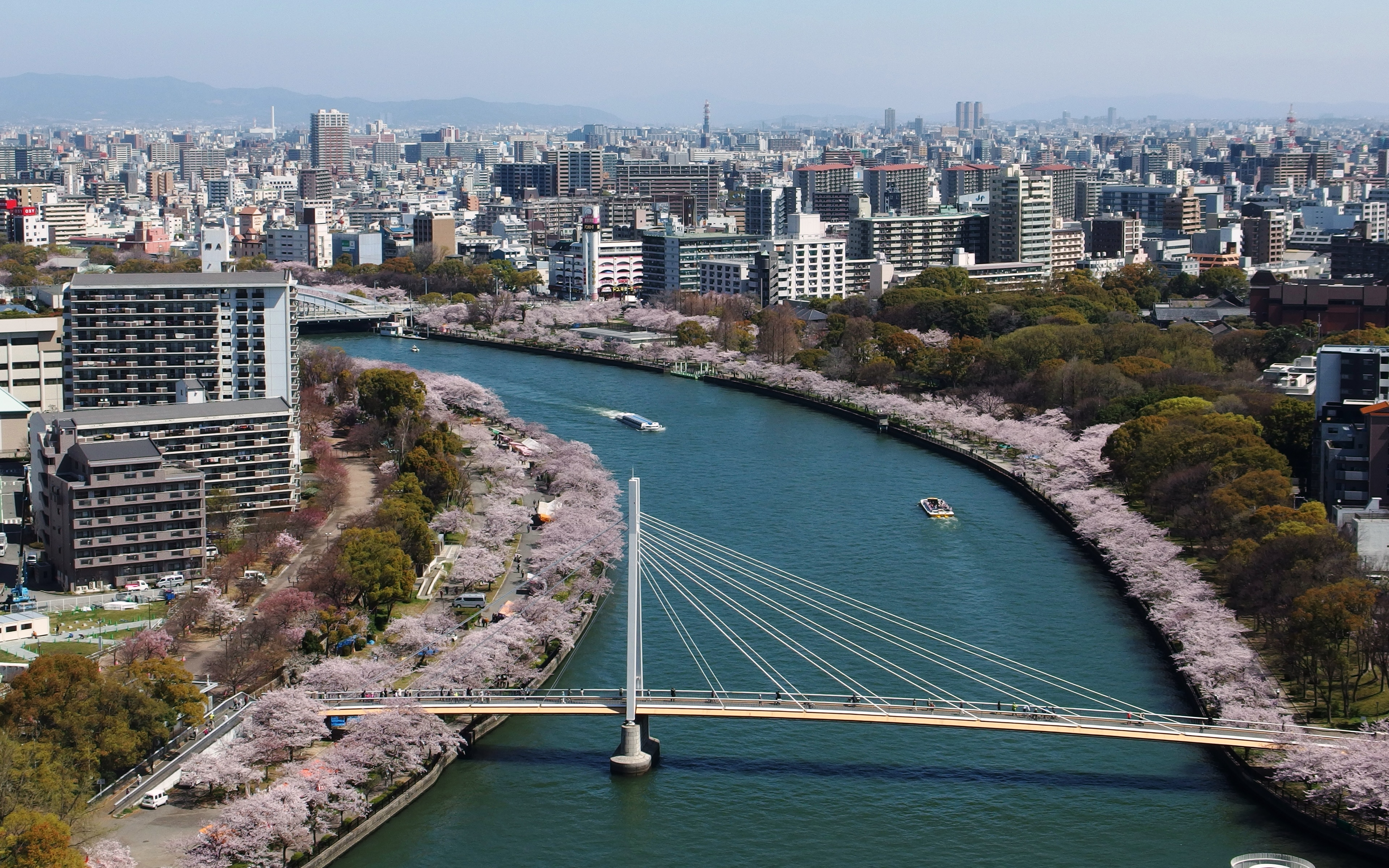
川崎橋
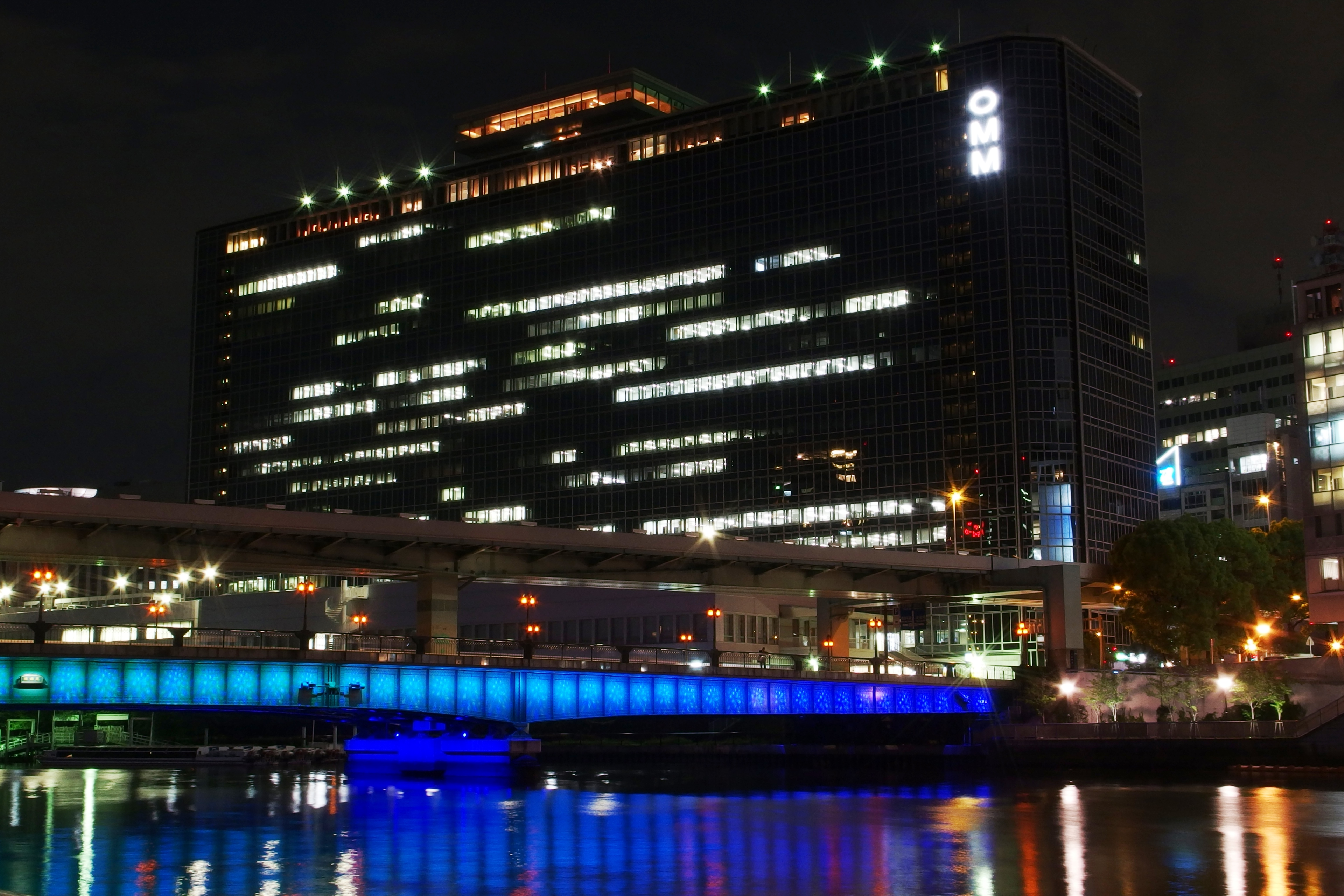
天満橋と大阪マーチャンダイズ・マートビル（OMMビル）

## 交通
- JR大阪環状線 桜ノ宮駅
- JR東西線 大阪城北詰駅
- 地下鉄谷町線・京阪本線・京阪中之島線 天満橋駅
- 大阪シティバス 「桜の宮橋」バス停